# Hollywood Indians

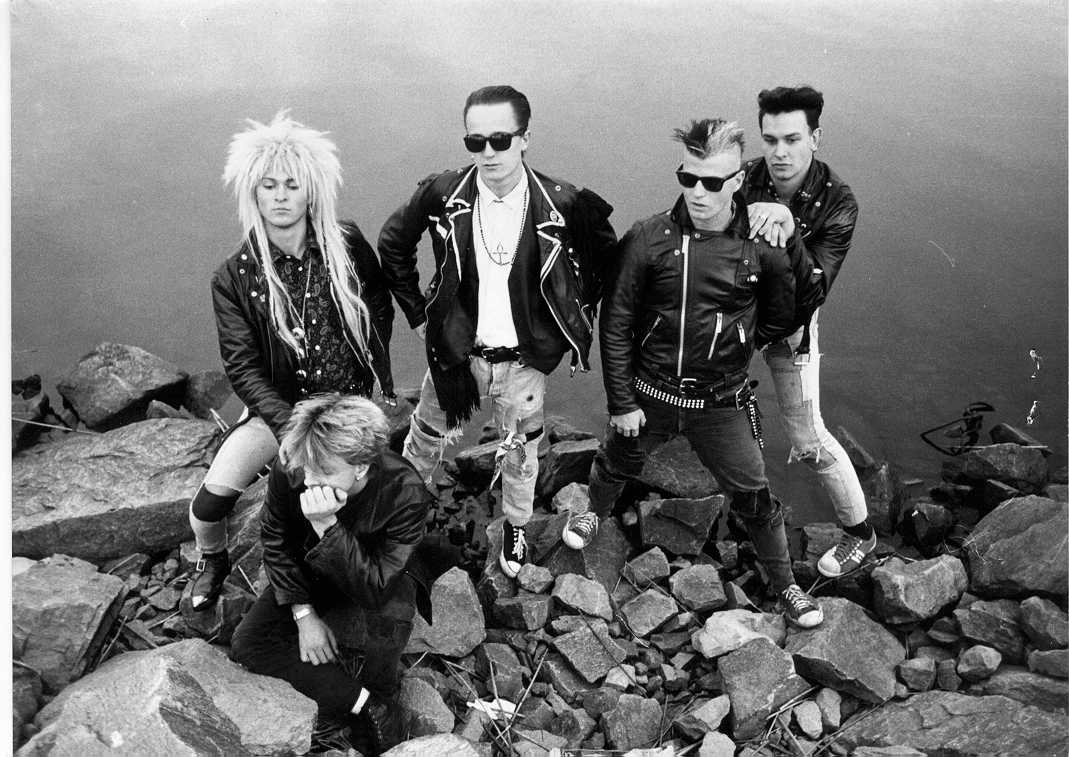
Hollywood Indians 1986

Hollywood Indians är ett svenskt punkband från Karlstad.

## Bandet
Hollywood Indians bildades i Karlstad sommaren 1983, tidigare hade bandmedlemmarna spelat i olika lokala punkband, bl.a. Nihilisterna och Nattarbete. Redan under hösten samma år spelade man in sin första singel "Joey Cliché" i Tommy Rander och Björn Afzelius Studio Kommendante i Göteborg. Bandet pressade upp en mindre upplaga av skivan som sedan skickades ut till olika skivbolag. CBS nappade på skivan och återutgav den 1984. Mats Olsson på Expressen utsåg "Joey Cliché" till veckans singel. Senare under 1984 spelade bandet in sin andra singel "Heart of a Stranger" i studion Stockholm Recordings, på vilken Thomas Witt medverkade som medproducent. "Heart of a Stranger" släpptes under sensommaren 1994 och spelades en hel del i radio, bl.a. i Tracks. Under hösten påbörjades inspelningarna av bandets LP skiva. Den här gången i studion Rub-A-Dub på Söder i Stockholm. Vid mixerbordet satt Brynn Settels, som i Dag Vag var mer känd som Bumpaberra. Som ett första resultat av studioarbetet släpptes singeln "Viva La Paz" i början av 1985. Tyvärr så uteblev försäljningen och radiospelandet, vilket ledde till att LP-utgivningen lades på is. Under hösten 1985 skildes Hollywood Indians och CBS i bästa välmening.
Bandet fortsatte dock att turnera ihärdigt och byggde upp ett rykte om sig som en bra och intensiv liveakt. De turnerade även en hel del i Norge, där de var uppskattade. De uppträdde bland annat med de norska banden Babij Jar och Backstreet Girls. Men under hösten 1986, inför sista spelningen efter en tvåveckorsturn, bestämde sig trummisen Anders Nyquist att lämna bandet. Han var dock med vid inspelningarna av den fjärde och sista skivan (singeln "Detroit") som Hollywood Indians gjorde i början av 1987. Bandet prövade flera nya trummisar, dock utan framgång. Hollywood Indians gjorde sin sista spelning på en stor utomhusgala i sin hemstad Karlstad i början av juni 1987, där hyllades de av både publik och senare lokaltidningarna.
Bandet gjorde en kortare återföreningsturne under 1989 i samband med att samlingsskivan Sinderella, The Swedish Stand 1989 släpptes.
I slutet av 1990-talet gjorde Hollywood Indians två återföreningsspelningar med originalmedlemmarna. Båda dessa spelningar var mycket lyckade och man gjorde succé och sålde ut annandag jul både 1998 och 1999 på nattklubben Jäger i Karlstad.
Hollywood Indians kännetecknades av högt tempo och revolutionsromantik med glimten i ögat. Man delade oftast upp sina spelningar i två olika set, mest för att bandet skulle få pusta ut.

## Bandmedlemmar
- Per Dahlberg - Sång
- Åke Källback - Gitarr
- Thomas Swenson - Gitarr
- Peegs Svedenbring - Bas
- Anders Nyquist - Trummor
- Anders Drakenberg - Trummor
- Fredrik "Tusse" Wennerlund - Trummor
- Anders Önnerud - Keyboard

## Diskografi

### Singlar
- Joey Cliché b/w Seven Days, 7", (CBS 4482, 1984)
- Heart of a Stranger b/w Time Boys, 7", (CBS 4780, 1984)
- Viva La Laz b/w The Russian Girls, Blitzkrieg Bop, 7", (CBS 6167, 1985)
- Detroit b/w Summertime, 7", (Skivbolaget Riffraff, BOP 872, 1987)

### Kassetter
- The Moon Has Blown UP (Compilation)

Tracks: Paris France, Brigham Young & Glue Kassett, Morning Moon Records 1986
- Klart Grabben Ska Ha En Kvarting (Compilation)

Tracks: Paris France, Brigham Young & Glue Kassett, Skrutt (Skrutt 002) 1986

### CD
- Sinderella, The Swedish Stand 1989 (Compilation)

Track: Paris France CD, Sinderella (Sin 001) 1989

### Låtar i urval
- Joey Cliché
- Sweet Sixteen
- Captain America
- Ten Months
- Time Boys
- Paris France
- Brigham Young
- Glue
- Detroit